# Trimorphodon quadruplex
Trimorphodon quadruplex là một loài rắn trong họ Rắn nước. Loài này được Smith mô tả khoa học đầu tiên năm 1941.